# Municipio de Wilson Creek
El municipio de Wilson Creek (en inglés: Wilson Creek Township ) es un municipio ubicado en el  condado de Caldwell en el estado estadounidense de Carolina del Norte, fundado el 1 de enero del año 2000. En el año 2010 tenía una población de 55 habitantes.Su código postal es 28611.

## Geografía
El municipio de Wilson Creek se encuentra ubicado en las coordenadas 35°58′40.47″N 81°45′45.38″O / 35.9779083, -81.7626056.